# 합성수지

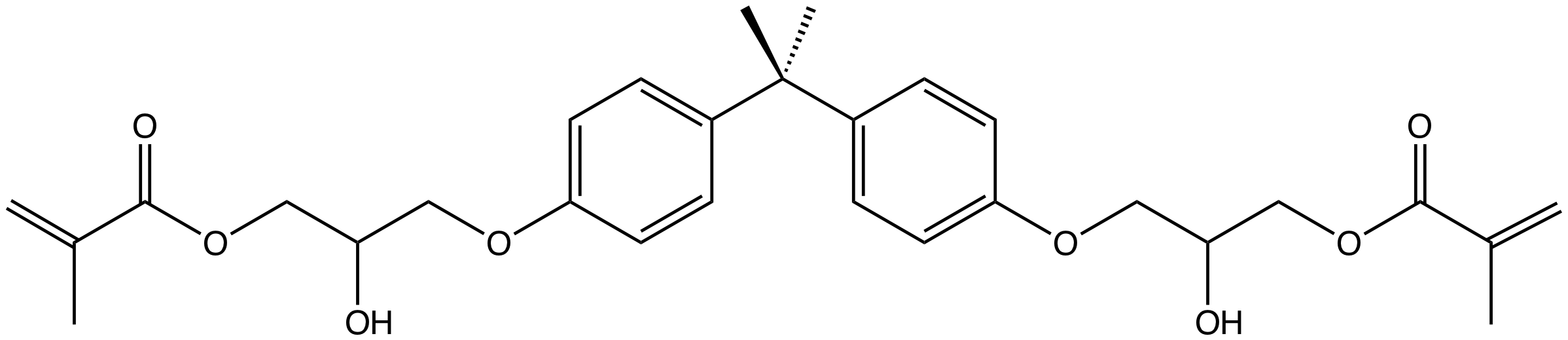
비닐 합성수지는 합성수지의 한 예이다.

합성수지(合成樹脂, synthetic resin)란 나뭇진(수지)와 유사한 성질을 갖는 합성 고분자를 의미한다. 경화를 진행하기 위해 수지는 일반적으로 아크릴레이트나 에폭사이드와 같은 반응성 말단 그룹을 포함한다. 일부 합성수지는 천연 식물수지와 유사한 특성을 가지고 있지만 대부분은 그렇지 않다.
합성수지는 여러 종류로 나뉜다. 일부는 유기 화합물의 에스테르화에 의해 제조된다. 일부는 "수지"라는 용어가 반응물, 생성물 또는 둘 다에 느슨하게 적용되는 열경화성 플라스틱이다. "수지"는 공중합체의 두 단량체 중 하나에 적용될 수 있으며, 다른 하나는 에폭시 수지에서처럼 "경화제"라고 불린다. 하나의 모노머만 필요한 열경화성 플라스틱의 경우 모노머 화합물은 "수지"이다. 예를 들어, 액체 메틸 메타크릴레이트는 중합되어 "고정"되기 전에 액체 상태에 있는 동안 종종 "수지" 또는 "주조 수지"라고 불린다. 경화 후 생성된 폴리(메틸 메타크릴레이트)(PMMA)는 종종 "아크릴 유리" 또는 "아크릴"로 이름이 변경된다.

## 건강상의 위험
합성 수지와 잠재적으로 관련된 건강 위험은 일반적으로 소비자와 더 일반적으로 접촉하는 경화 제품과 관련된 위험보다 덜 우려된다. 관심 있는 문제에는 소비되지 않은 단량체, 올리고머 및 용매 운반체의 영향이 포함된다.
비스-GMA 함유 수지를 기반으로 한 치과 수복 재료는 잠재적인 내분비 교란 물질인 관련 화합물인 비스페놀 A로 분해되거나 오염될 수 있다. 그러나 치과용 레진에 bis-GMA를 사용하는 경우 건강에 미치는 부정적인 영향은 발견되지 않았다.

## 같이 보기
- 플라스틱